# Clewes Gill
Der Clewes Gill ist ein Wasserlauf im Lake District, Cumbria, England. Er entsteht östlich des Great Borne und westlich des Starling Dodd. Er fließt in südlicher Richtung und mündet in den Smithy Beck.